# Guillermo VI de Montpellier
Guillermo VI o Guillem VI (fallecido en 1161) fue el primogénito del conde Guillermo V y su esposa Ermesinda, hija del Conde Pedro I de Melgueil. Guillermo sucedió a su padre como señor de Montpellier en 1121, cuando aún era menor de edad, bajo la tutela de su madre. Reprimió una revuelta burguesa en 1143 e intervino en varias campañas militares en la Reconquista (1134, 1146-1147). También aumentó la presencia pública de la institución del  señorío de Montpellier y apoyó el comercio.

## Reparto del poder
Al comienzo del reinado de Guillermo, la autoridad secular en Montpellier estaba compartida entre la dinastía Guillem, los viguires hereditarios de la ciudad y el obispo de Montpellier. En 1139 Guillermo confirmó la vicaría a los herederos del viejo viguier Bernard Guillem. El documento que ha llegado a nosotros, indica que el poder del viguier había aumentado desde 1103 y probablemente estaba en su apogeo.Guillermo consiguió reforzar sus derechos señoriales en Castelnau (1132, 1138) y Lattes (1140). En 1139 Guillermo poseía varios censives en el suburbio de Villa Nova. Un cens (plural censives) era un derecho tributario sobre la tierra, aunque puede que en épocas anteriores pudiera gravar a las personas. En el siglo XII ya podía aplicarse a las tierras que debían impuestos.
En 1140 se inició una disputa entre Guillermo VI y el obispo sobre la jurisdicción de Montpellieret.El obispo alegó que Guillermo estaba ampliando las fortificaciones de la ciudad para abarcar parte del territorio de Montpellieret y estaba obligando a los vasallos de la iglesia de Montpellier a contribuir financieramente a la defensa local: "Guillermo había construido una fortificación [vallam] para amurallar su ciudad bajo la tenencia del obispo [y había hecho que] los hombres de Montpellier, y otros hombres de [la catedral de] el Bienaventurado Pedro, [contribuyeran a] la recaudación de la comuna [communitas] de Montpellier."Esto parece indicar que el control de las murallas y fortificaciones correspondía a la burguesía, como ciertamente lo estaba en 1196. Es probable que Guillermo fuera el primer señor de Montpellier en supervisar la ampliación de las murallas para incluir territorio bajo el control judicial de las tres figuras destacadas de la ciudad.
Los derechos feudales de William incluían la fidelidad y homenaje de varias castellanías en la región en torno a Montpellier. Recibió los juramentos de estos señores en 1130 y nuevamente en 1147.En 1129 compró el castillo de Pouget y se lo otorgó a su hermano, Guillermo de Aumelas, y compró el de Santeragues en 1147-1148.Guillermo controlaba, además, en mayor o menor medida, los castillos de Montferrier, Pignan, Coronsec, Frontignan, Valmale y Saint-Pons-de-Mauchiens.

## Administración municipal
Guillermo heredó los servicios de dos escribas que habían trabajado para su padre desde al menos 1103. Un tal Guillermo, que se describía a sí mismo como "escriba del Señor Guillermo de Montpellier" (scriba domini Guillelmi Montispessulani), desempeño su cargo hasta 1139. Otro, Girbertus, fue nombrado oficialmente escriba en 1113 y continuó sirviendo hasta 1125.Guillermo VI contrató a otro escriba, Petrus Angelus, entre los años 1128 y 1136. A principios del reinado de Guillermo, los documentos comienzan a distinguir claramente a los caballeros y otros nobles de los burgueses en las listas de testigos, ya sea por apellidos o por ocupación.En 1139 Guillermo comenzó a utilizar un notario (notarius) llamado Durantus en lugar de un simple escriba (scriba).Este Durantus serviría a Guillermo durante el resto de su reinado.
En 1146, Guillermo, mientras se preparaba para viajar a España, Guillermo traspasó el gobierno de la ciudad a su madre, estipulando que si ella moría en su ausencia, este gobierno pasaría a tres burgueses, Olricus Adalguerius, Guillelmus Letericus y Atbrandus, para gobernar "con el consejo de los demás testigos de este testamento."  Estos tres burgueses vuelven a firmar el último testamento de Guillermo, lo que indica su cercanía al clan gobernante.En 1149, Guillermo compró el jus naufragii (el derecho a salvar naufragios) al conde de Melgueil por 3.000 sólidos.El sou acuñado en Melgueil era la moneda franca de la región, y Guillermo estuvo pendiente en todo momento para evitar que los condes de Melgueil lo devaluaran, lo que perjudicaría al comercio de Montpellier. En 1128, cuando concluyó un enfrentamiento con su yerno, el conde Bernardo IV de Melgueil, Guillermo le obligó a prometer que la moneda no sería devaluada. El propio Guillermo controlaba la casa de la moneda y en 1130 tuvo que aceptar no emitir moneda sin la aprobación del conde.Estos acuerdos fueron confirmados en 1132, 1135 y 1145-1146.

## Revuelta de 1141-1143
En 1141-1142, el viguier Aimon, a la cabeza de la burguesía, encabezó una revuelta contra Guillermo y lo expulsó de la ciudad. Alfonso Jordán, conde de Toulouse, "intentó pescar en aguas turbulentas", siendo amonestado por el papa Anacleto II, con quien Guillermo VI mantenía una estrecha relación.Pese al apoyo papal a Guillermo, el obispo se negó a intervenir contra el viguier, pero gracias al apoyo de genoveses y aragoneses, Guillermo consiguió recuperar la ciudad en 1143, al que Génova contribuyó con cuatro galeras.La Chronique Romane destaca el papel de Ramón Berenguer IV de Barcelona y la hambruna provocada por el asedio en la rendición de la ciudad.
Guillermo procedió de inmediato a destruir el poder del viguier. Derribó su castillo y revocó sus privilegios judiciales y su tribunal.A continuación, y con apoyo de los aragoneses, inició la construcción de un nuevo castillo para su familia al norte de la ciudad, que concluiría en 1152.Estas medidas, y probablemente la negociación con parte de la burguesía, descontenta con los viguiers, le permitieron eliminar la influencia de la familia Aimons, los viguiers hereditarios que se habían rebelado.
En los momentos que siguieron, el proceso por el que los señores de Montpellier "adquirieron un carácter público, convirtiéndose en algo más que meros señores feudales" se aceleró. Una carta a sus aliados genoveses fechada en 1143 comienza con el encabezado de "Guillermo de Montpellier y sus burgueses".La coincidencia de intereses entre la clase mercantil y sus señores feudales, cuyos ingresos dependían cada vez más del comercio, aceleraron el proceso por el cual los señores se convirtieron en representantes de la ciudad.

## Reconquista
En 1134 Guillermo VI estaba con el rey Alfonso VII de León y Castilla durante el sitio de Zaragoza.Allí rindió homenaje y se convirtió en vasallo de Alfonso.La sumisión de García Ramírez, rey de Navarra, así como la de "muchos otros nobles de Gascuña y Francia" que "se habían convertido en sus vasallos" permitió a Alfonso coronarse como Emperador de España en 1135.Entre los vasallos del Languedoc sólo Guillermo de Montpellier es señalado por su nombre en la Chronica Adefonsi imperatoris.

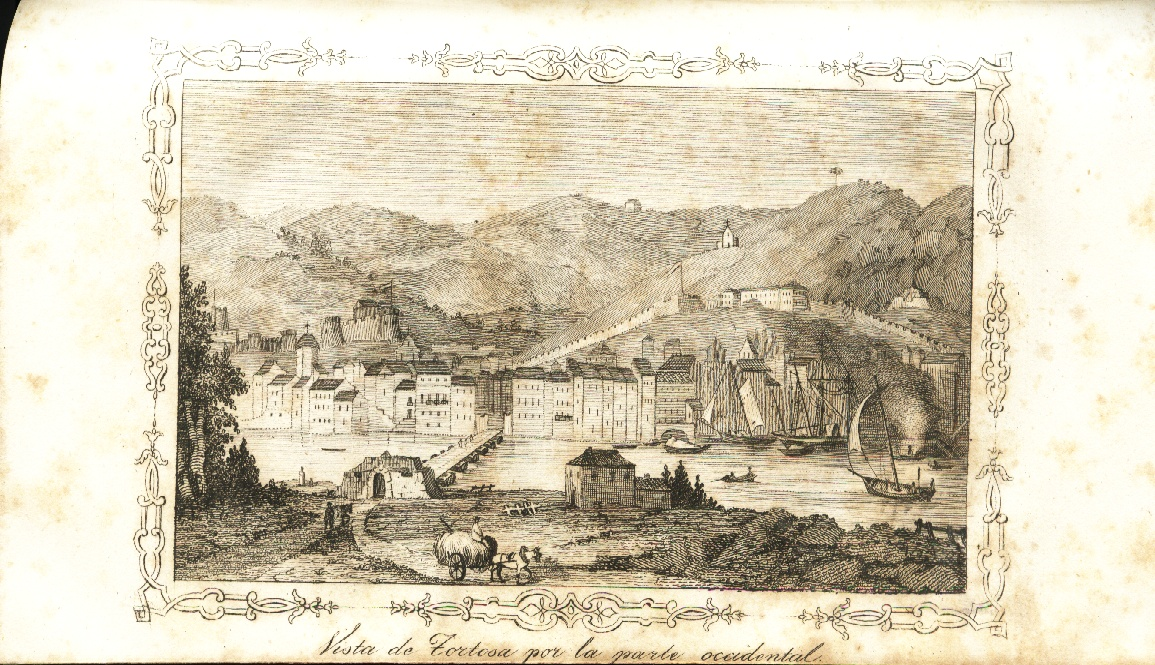
Vista de Tortosa mostrando las dos colinas principales detrás de ella.

En 1146 Alfonso envió a Arnaldo, obispo de Astorga, a las cortes de Barcelona y Montpellier, solicitándoles que acudieran en agosto de 1147 al sitio de Almería "para la redención de sus almas".Según la Chronica, "recibieron su invitación con alegría [y] prometieron estar presentes junto a los genoveses [que proporcionaban la flota]".Después de la toma de Almería, Guillermo tomó parte también en la reconquista de Tortosa. Guillermo y el conde de Barcelona estaban entre los soldados que esperaban la llegada de la flota genovesa a la desembocadura del Ebro el 12 de julio de 1148.Según el relato genovés, la Ystoria captionis Almarie et Turtuose de Cafarus, los señores de Barcelona y Montpellier acamparon en la cima del "Monte Magnara", una de las dos colinas que dominan Tortosa, mientras que el resto de tropas extranjeras, en su mayoría ingleses, franceses y flamencos que habían tomado parte en el sitio de Lisboa el año anterior, acampaban en la colina "Romelinus".Tras la toma de Tortosa, uno de los hijos menores de Guillermo fue nombrado señor conjunto de la ciudad.

## Matrimonio y alianza con Aragón
La esposa de Guillermo VI se llamaba Sibylla, un nombre de origen catalán; no obstante, según documentos aportados para la anulación del matrimonio de su bisnieta María de Montpellier, esta Sybilla sería hija de Bonifacio del Vasto y por tanto hermana de Manfredo I de Saluzzo, aunque esto no ha podido ser confirmado. Estre matrimonio sería sobre todo un acercamiento a la Casa de Barcelona, que pronto gobernaría un complejo de territorios al norte y al sur de los Pirineos.El apoyo que el conde de Toulouse dio a los rebeldes de 1141-1143 respondía a la rivalidad latente entre Toulouse y Aragón (Barcelona) por el poder en Occitania, un conflicto en el que los señores de Montpellier acercaron progresivamente posiciones con los aragoneses, pese a que sus señores, los condes de Melgueil, eran afines a los intereses de Toulouse.
Guillermo VI y Sibila tuvieron cinco hijos y todos, excepto Bernardo Guillermo, que murió antes de 1172, desempeñaron un papel destacado en la política occitana. El mayor, Guillermo VII, sucedió a su padre como señor de Montpellier; Raimundo Guillermo se convirtió en monje y más tarde en obispo; otro Guillermo, que se convirtió en Señor conjunto de Tortosa, se casaría con Ermesinda de Castries, se unió a los Templarios en 1157 y partió como cruzado a Tierra Santa, donde murió; por último, Gui Guerrejat sirvió como regente de sus sobrinos, los hijos de Guillermo VII. Guillermo VI y Sibila fueron padres de tres hijas: Guillelme (o Guillemette), esposa de Bernard IV de Melgueil y vizconde Bernard Ato V; Alais (o Azalais), que se casó con Eble III de Ventadorn; y Ermesinda, que se casó con Raimundo Esteban de Servian . El primer matrimonio de Guillemette fue parte de un acuerdo (convenienteia) de 1120 entre su padre y su marido que otorgó al primero el control de la Ceca de Melgueil cuando Bernardo se la hipotecó por 7.000 sueldos.